# Gateway, Inc.
Gateway, Inc. es una compañía de hardware de Estados Unidos ubicada en Irvine, California que desarrolla, fabrica, ofrece servicio técnico y comercializa computadores personales, monitores, servidores y accesorios.
A mediados de 2000 y después de haber estado en la Fortune 500, la lista de las compañías más grandes del mundo, la empresa no fue incluida en 2006, habiendo caído al número 508. Gateway se volvió ampliamente popular en 1991 cuando empezaron a comercializar hardware de computador en cajas pintadas como vacas y pusieron su creativa publicidad en Computer Shopper y otras revistas, además de conseguir buenas evaluaciones de sus productos.
El 16 de octubre de 2007, Acer completó la adquisición de Gateway por aproximadamente 710 millones de dólares estadounidenses. El costo de cada acción fue de 1.90 dólares, muy por debajo de los 4 que costaba a mediados de los años 90 y drásticamente por debajo del máximo de $84 que alcanzó a finales de 1999.
El 4 de septiembre de 2007 Gateway anunció que había firmado un acuerdo definitivo para vender su segmento de negocios para Profesionales a la MPC Corporation. Este trato incluía su centro de configuración ubicado en Nashville.

## Historia
Gateway fue fundada el 5 de septiembre de 1985 en una granja en las afueras de Sioux City, Iowa por Ted Waitt y Mike Hammond. Originalmente llamada Gateway 2000, fue una de las primeras compañías exitosas de ventas directas, usando un modelo copiado a Dell, y haciendo alusión a sus raíces colocaron publicidad en vallas que decían cosas como "¿Computadores de Iowa?". El enviar los computadores en cajas marcadas con la figura de una vaca se convirtió en un estándar de Gateway. En 1989 la compañía muda sus oficinas corporativas y su fabrica a North Sioux City, en Dakota del Sur.

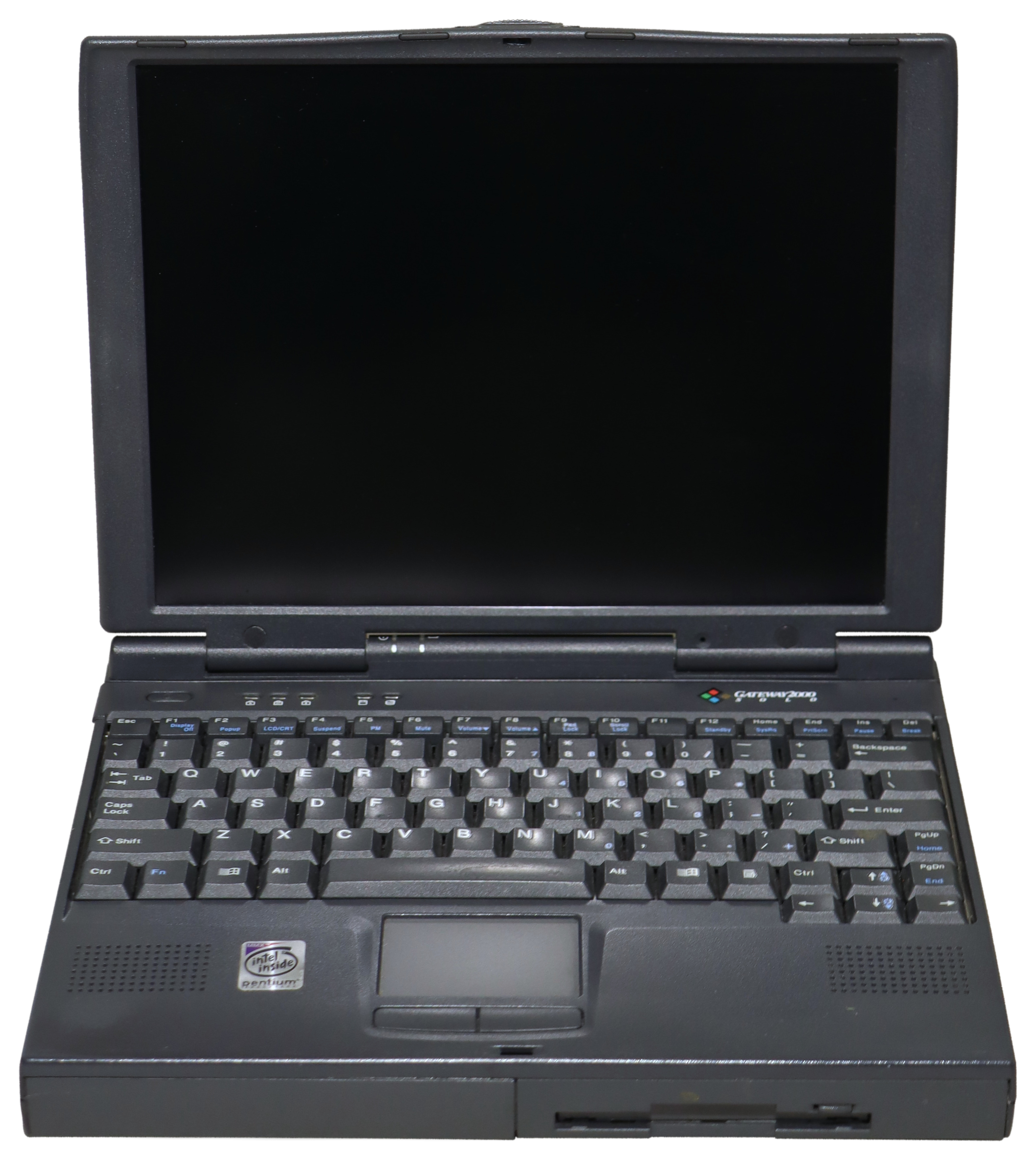
Gateway Solo 2200

Siguiendo con el logotipo de la vaca, Gateway abrió una red de almacenes llamados "Gateway Country Stores", casi todos en las áreas sub-urbanas en todo Estados Unidos. El 31 de octubre de 1998 le quitaron el "2000" al nombre de la compañía.
En 1998, Gateway se mudó de North Sioux City, Dakota del Sur a San Diego, California y más adelante en 2001 se mudaron a Poway, California. Antes de adquirir a eMachines en el 2004, Gateway reubicó su sede central en Irvine, California.
Así mismo Gateway se dedica a la elaboración de equipos de computo tanto de escritorio como laptop, incluyen procesadores AMD o Intel de última generación.

## Competencia
Gateway compite con otras empresas como Apple, Asus, Dell, Fujitsu, Hasee, HP Compaq, Lenovo, MSI, Samsung, Sony y Toshiba.